# Lada Žigo
Lada Žigo (ur. 1970 w Zagrzebiu) – chorwacka pisarka.

## Życiorys
Ukończyła literaturę porównawczą i filozofię na Uniwersytecie w Zagrzebiu. Przez wiele lat pisała recenzje literackie i eseje dla wielu gazet oraz czasopism kulturalnych i literackich W gazetach takich jak: The Bridge, Europski glasnik, Republika, Književna republika, Kolo, Nova Istra publikowała recenzje literackie i eseje.
Debiutowała w 2007 roku książką Ljudi i novinari (Ludzie i dziennikarze), a dwa lata później  Babetine. W 2011 roku wydała powieść  Iscjelitelj.
Należy do Chorwackiego Stowarzyszenia Pisarzy.

## Nagrody
W 2012 roku za powieść Rulet (Ruletka) opublikowaną w 2010 roku otrzymała Europejską Nagrodę Literacką. Ma ona promować literaturę europejską. Każdy z nagrodzonych otrzymał 5 tys. euro oraz w ramach Europejskiego Programu Kultury pokryto koszty tłumaczenia jego powieści na inne języki.